# Madame de Saint-Estève
Madame de Saint-Estève, cujo nome verdadeiro é Jacqueline Collinr, é uma personagem da Comédia Humana de Honoré de Balzac. Tia de Jacques Collin, também conhecido como Vautrin ou Carlos Herrera, ela nasceu em 1768 em Java, de onde vem seu pseudônimo Asie (Ásia, em francês) sob o qual ela se disfarça para ser o "cão de guarda" de Esther van Gobseck, de quem é servente, sob ordem de seu sobrinho. Em sua juventude, foi amante de Marat, depois do químico Duvignon, que lhe revela os segredos dos venenos.
Negociante de roupas, de 1800 a 1805, e cafetina, ela é enviada à prisão por dois ano por incitação de menores ao mal caminho.
Especialista em disfarces, ela se disfarça de baronesa do faubourg Saint-Germain, e se apresenta à Conciergerie em que está preso Carlos Herrera. Ela toma todas as medidas para fazê-lo fugir em Splendeurs et misères des courtisanes.
Ela ainda usa o nome de Madame Nourrison, de uma de suas amigas, quando mantém um comércio de reputação duvidosa na rua de Provence.
Em 1845, ela passa pela Itália em companhia do químico Duvignon, que ela reencontra. Ambos fabricam moedas falsas; porém, logo detidos pela polícia, Jacqueline Collin se envenena para escapar à Justiça;
Ela também está presente em:
- Splendeurs et misères des courtisanes, em que ela se mostra excelente cozinheira, manipuladora de venenos e atriz para enganar o barão de Nucingen;
- La Cousine Bette, é ela que envenena Valérie Marneffe, amante do barão Hulot d'Ervy, a pedido de Victorin Hulot d'Ervy, o filho do barão;
- Le Député d'Arcis;
- Les Comédiens sans le savoir.